# Boumourt
Boumourt é uma comuna francesa na região administrativa da Nova Aquitânia, no departamento dos Pirenéus Atlânticos. Estende-se por uma área de 7,81 km². Em 2010 a comuna tinha 162 habitantes (densidade: 20,7 hab./km²).